# Ľubomír Feldek

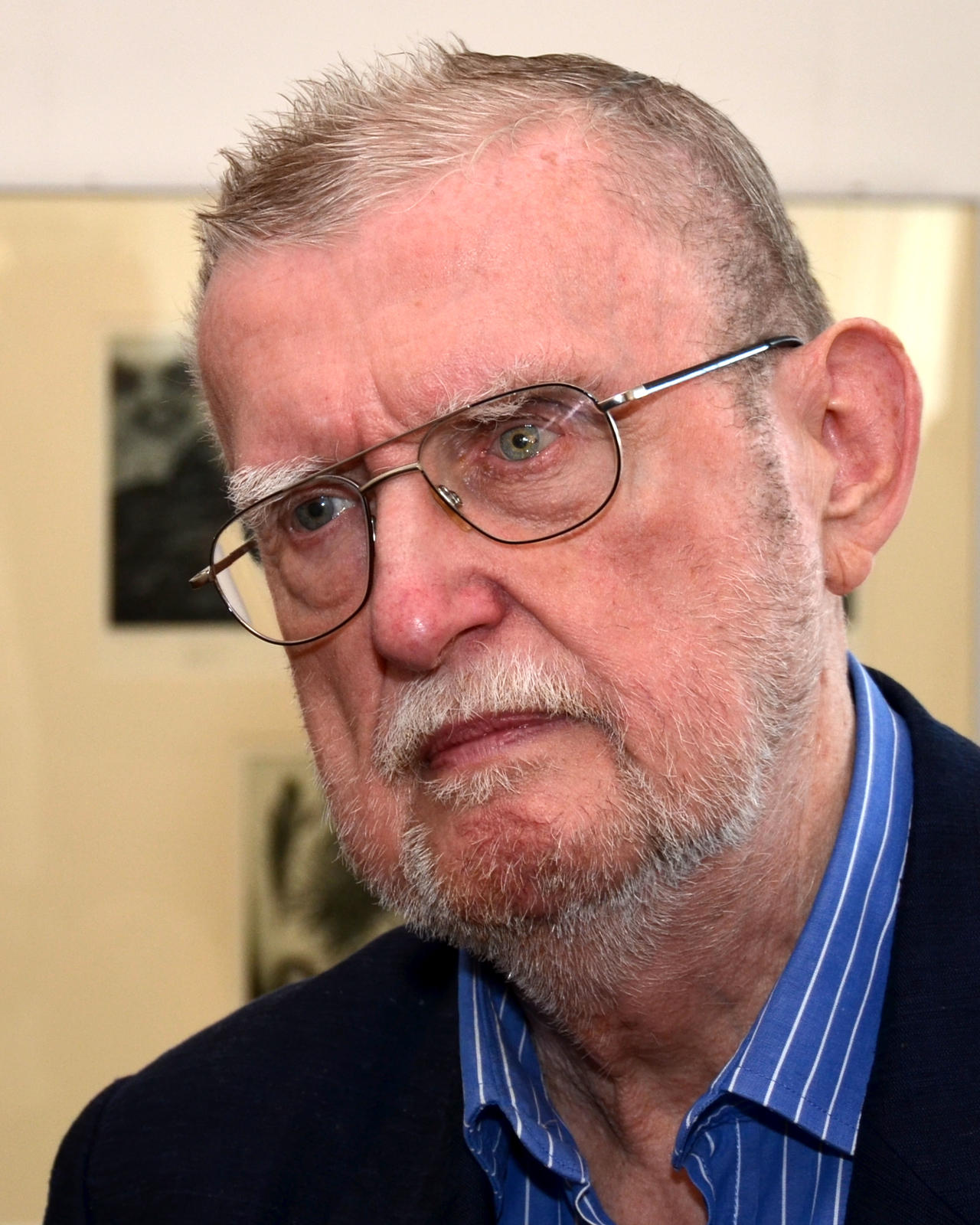
Ľubomír Feldek (2015)

Ľubomír Feldek (* 9. Oktober 1936 in Žilina, Tschechoslowakei) ist ein slowakischer konkreter Dichter, Schriftsteller, Dramatiker und Übersetzer.

## Leben
Ľubomír Feldek kam in einer Beamtenfamilie zur Welt und ging in Senica und Žilina zur Schule, bevor er im Jahr 1954 sein Abitur ablegte. Anschließend studierte er slowakische Sprache und Literatur an der Pädagogischen Hochschule in Bratislava. Während seines Studiums begann er auch im Verlag Mladé letá als Redakteur zu arbeiten, musste aber aus politischen Gründen den Verlag 1958 verlassen und konnte die Studien erst ein Jahr danach beenden. 1960–1961 war er Redakteur eines Fabrikmagazins in Nižná, 1961–1973 freiberuflicher Schriftsteller und 1974–1986 Verlagslektor für die Zeitschrift Slovenský spisovateľ.
1989 protestierte er gegen die Inhaftierung von Václav Havel, unterzeichnete das Manifest Einige Sätze und war einer der Gründer der Vereinigung Verejnosť proti násiliu (Öffentlichkeit gegen Gewalt, VPN).
Heute lebt Feldek in Prag und Bratislava.

## Prozesse um Ehrverletzung und Meinungsfreiheit
Feldek machte 1992 Schlagzeilen, als er auf die Vergangenheit des neu ernannten Kulturministers Dušan Slobodník hinwies. Er sagte, dass Slobodník 1945 kurzzeitig in einem Lager der Gestapo bei Sekule als Mitglied der Hlinka-Jugend in der Ersten Slowakischen Republik an einem „terroristischen Kurs“ teilgenommen habe, deshalb als jemand mit „faschistischer Vergangenheit“ gelte und in einer demokratischen Regierung nichts zu suchen habe. Des Weiteren schrieb er in seinem Gedicht Dobrú noc, moja milá den folgenden Vers: „esesák sa objal s eštebákom“ (ein SS-Mann umarmte sich mit einem ŠtB-Agenten), mit dem weiteren Hinweis auf die Vergangenheit von Vladimír Mečiar, dem damaligen Premierminister.
Als Folge verklagte Slobodník den Dichter wegen Ehrverletzung. Im Oktober 1992 lehnte das Stadtgericht von Bratislava Slobodníks Klage ab, der daraufhin in die Berufung ging. Der dreiköpfige Senat des obersten Gerichts stellte fest, dass das Gedicht „ein grober Rufmord und Herabsetzung des Lebens, der Bürgerehre und des Schicksals und ein unberechtigter Eingriff in die Persönlichkeit von Dušan Slobodník“ sei und verurteilte Feldek zur Zahlung einer Entschädigung von 250.000 SKK und Entschuldigung. Der Appellationssenat des obersten Gerichts verurteilte dann Feldek nur zur Entschuldigung, nicht aber zur Zahlung der Entschädigung.
Feldek verklagte mit seinem Anwalt Ernest Valko dann den slowakischen Staat wegen angeblicher Behinderung der Meinungsfreiheit beim Europäischen Gerichtshof für Menschenrechte, welcher 2001 zugunsten von Feldek entschied und ihm eine Entschädigung in der Höhe von 500.000 SKK zuerkannte.

## Werke